# Jacob Churg
Jacob Churg (* 16. Juli 1910 in Dolginow, Russisches Kaiserreich, heute Dauhinawa, Rajon Wilejka, Belarus; † 27. Juli 2005 in New York City) war ein US-amerikanischer Pathologe. 

## Familie
Churg wuchs als Sohn einer jüdischen Medizinerfamilie in Vilnius auf. Der Vater Wolf Rawitsch war Arzt, die Mutter Gita, arbeitete als Zahnärztin. 1942 heiratete er Vivian Gelb, 1943 erwarb er die amerikanische Staatsbürgerschaft.
Sein Sohn Andrew Churg, Professor der Pathologie an der University of British Columbia in Vancouver (Kanada), befasste sich später mit ähnlichen Themen wie der Vater. Churgs zweiter Sohn Warren Churg ist praktizierender Internist.

## Ausbildung und Beruf
In Vilnius (damals: Wilna) besuchte Churg die örtlichen Schulen und die Universität. Das Medizinstudium schloss er hier 1933 ab und arbeitete dann bis 1934 als Assistent der Abteilung Innere Medizin des städtischen Krankenhauses von Vilnius und des staatlichen Krankenhauses in Wilejka. Dort konzentrierte sich Churg auf experimentelle Arbeiten als Assistent der Pathologie an der Universität Wilno. Mit der wissenschaftlichen Graduierung in Pathologie (Dr. med. sc.) und der zunehmenden politischen Unsicherheit und dem immer virulenter werdenden Antisemitismus in Osteuropa verließ er seine polnische Heimat und ging 1936 nach New York City, wo sein Onkel Louis Chargin als bekannter Dermatologe und Chefarzt der Dermatologischen Abteilung des Mount Sinai Hospitals arbeitete. Hier fand er eine Stellung als Assistent des bakteriologischen Labors.
Nach dem Militärdienst im Zweiten Weltkrieg setzte Churg seine Forschungsarbeiten fort und widmete sich als Pathologe gemeinsam mit Lotte Strauss der Erforschung pathologischer Gefäßveränderungen. 
Seit 1966 besaß Churg einen ordentlichen Lehrstuhl für Pathologie an der Mount Sinai School of Medicine und arbeitete als beratender Pathologe für mehrere Krankenhäuser in den Staaten New York und New Jersey. Churg war beratender Pathologe vieler internationaler Studiengruppen für glomeruläre Erkrankungen. 
Nach der Emeritierung war Jacob Churg weiterhin Mitherausgeber der Zeitschriften Nephron, Laboratory Investigation, Histopathology, Ultrastructural Pathology und Contributions to Nephrology sowie als nephrologischer und als pathologischer Experte weltweit anerkannt.

## Leistung
Die frühesten Studien und Publikationen Churgs nach seiner Ankunft in den USA in den späten 1930er und frühen 1940er Jahren beschäftigten sich mit der Toxizität von Sulfonamiden für Leber und Nieren im Tierexperiment. Ab 1942 konnte er wieder ausschließlich in seinem Spezialgebiet, der Pathologie, arbeiten. 
Seit 1950 begann Churg mit Untersuchungen zur Nierenpathologie, Generalthema seiner zukünftigen wissenschaftlichen Forschungsaufgaben. 1950 führte er die Nierenbiopsie als diagnostische Standarduntersuchung ein und initiierte damit das systematische Studium glomerulärer Erkrankungen. Da bis dahin die histologische Kenntnis des Nierenkörperchens durch dessen komplexe Strukturen begrenzt war, die mit der üblichen Schnitt- und Färbetechnik schwer dargestellt werden konnten, entwickelte Churg eine Dünnschnitttechnik und gemeinsam mit Prado 1956 die Chromotrop-Anilinblau-Färbung. Die Fähigkeit Churgs, neue Techniken im pathologischen Spezialgebiet zur Anwendung zu bringen, zeigte sich auch im verstärkten Einsatz der Elektronenmikroskopie.
Gemeinsam mit Lotte Strauss beschrieb er 1951 die allergische Granulomatose (Churg-Strauss-Syndrom).
Churg führte mehr als 5000 renale Biopsien durch. Die Analysen dieser Gewebeproben, die in seinem Labor untersucht wurden, erschienen in vielen Veröffentlichungen zu verschiedenen Formen glomerulärer Erkrankungen: fokale Glomerulosklerose, membranöse Glomerulonephritis, kongenitale Nephritis, Diabetes mellitus, Amyloidose und Nephritis bei systemischem Lupus erythematodes. 
Zu den wichtigsten Publikationen Churgs zählen neben mehr als 300 Zeitschriftenbeiträge zehn Bücher, 40 Buchbeiträge (u. a. Nierenpathologie, Hochdruckkrankheit) sowie eine Reihe ausgezeichneter Atlanten der renalen Pathologie. Darüber hinaus hatte Churg maßgeblichen Einfluss auf die Erarbeitung der histologischen WHO-Klassifikation von Nierenerkrankungen.  Neben seinen Untersuchungen zur Nierenpathologie beschäftigte er sich auch mit dem Studium der Asbestose, zahlreiche Arbeiten erschienen zur Pathologie der Mesotheliome und anderer bösartiger Neubildungen.

## Werke
- Influence of Gonadotropic Hormone upon Complement in Rabbit’s Blood. Diss. med. 1936
- Allergic Granulomatosis, Allergic Angiitis, and Periarteritis nodosa (mit L. Strauss). In: Am J Pathol, 27 (1951) 277
- Structural Basis of Renal Disease. 1968
- Nephrology. 1979